# Daniel Vacek
Daniel Vacek (Praag, 1 april 1971) is een voormalig tennisser uit Tsjechië, die tussen 1990 en 2003 als prof uitkwam op de ATP-tour. Vacek schreef vijfentwintig ATP-toernooien in het dubbelspel op zijn naam. Waaronder het toernooi van Roland Garros in 1996 en 1997 en de US Open in 1997 met Jevgeni Kafelnikov als dubbelpartner.

## Palmares

#### Enkelspel
| Legenda                       | Legenda               |
| ----------------------------- | --------------------- |
| Grand Slam                    |                       |
| Olympische Spelen             |                       |
| tot 2009                      | vanaf 2009            |
| Tennis Masters Cup            | ATP Finals            |
| ATP Masters Series            | ATP Tour Masters 1000 |
| ATP International Series Gold | ATP Tour 500          |
| ATP International Series      | ATP Tour 250          |

| Nr.              | Datum            | Toernooi       | Ondergrond    | Tegenstander in finale | Score               | Details |
| ---------------- | ---------------- | -------------- | ------------- | ---------------------- | ------------------- | ------- |
| Verloren finales |                  |                |               |                        |                     |         |
| 1.               | 6 maart 1994     | ATP Kopenhagen | Tapijt (i)    | Jevgeni Kafelnikov     | 3-6, 5-7            | Details |
| 2.               | 12 februari 1995 | ATP Marseille  | Hardcourt (i) | Boris Becker           | 7-6(2), 4-6, 5-7    | Details |
| 3.               | 12 november 1995 | ATP Moskou     | Tapijt (i)    | Carl-Uwe Steeb         | 6–7(5), 6-3, 6-7(6) | Details |
| 4.               | 9 maart 1997     | ATP Rotterdam  | Hardcourt (i) | Richard Krajicek       | 6–7(4), 6–7(5)      | Details |
| 5.               | 3 oktober 1999   | ATP Toulouse   | Hardcourt (i) | Nicolas Escudé         | 5-7, 1-6            | Details |

### Dubbelspel
| Nr.                           | Datum             | Toernooi            | Ondergrond    | Partner            | Tegenstanders in finale             | Score             | Details |
| ----------------------------- | ----------------- | ------------------- | ------------- | ------------------ | ----------------------------------- | ----------------- | ------- |
| Gewonnen finales heren dubbel |                   |                     |               |                    |                                     |                   |         |
| 1.                            | 20 mei 1990       | ATP Umag            | Gravel        | Vojtech Flegl      | Andrej Tsjerkasov Andrej Olchovski  | 6–4, 6–4          | Details |
| 2.                            | 12 augustus 1990  | ATP Praag           | Gravel        | Vojtěch Flégl      | George Cosac Florin Segărceanu      | 5–7, 6–4, 6–3     | Details |
| 3.                            | 26 augustus 1990  | ATP San Marino      | Gravel        | Vojtěch Flégl      | Jordi Burillo Marcos Aurelio Gorriz | 6–1, 4–6, 7–6     | Details |
| 4.                            | 22 augustus 1993  | ATP New Haven       | Hardcourt     | Cyril Suk          | Steve DeVries David Macpherson      | 6-3, 7-6          | Details |
| 5.                            | 6 februari 1994   | ATP Marseille       | Tapijt (i)    | Jan Siemerink      | Martin Damm Jevgeni Kafelnikov      | 6–7, 6–4, 6–1     | Details |
| 6.                            | 9 oktober 1994    | ATP Toulouse        | Hardcourt (i) | Menno Oosting      | Patrick McEnroe Jared Palmer        | 7–6, 6–7, 6–3     | Details |
| 7.                            | 23 april 1995     | ATP Nice            | Gravel        | Cyril Suk          | Luke Jensen David Wheaton           | 3–6, 7–6, 7–6     | Details |
| 8.                            | 15 mei 1995       | ATP Rome            | Gravel        | Cyril Suk          | Jan Apell Jonas Björkman            | 6-3, 6-4          | Details |
| 9.                            | 21 augustus 1995  | ATP Long Island     | Hardcourt     | Cyril Suk          | Rick Leach Scott Melville           | 5-7, 7-6, 7-6     | Details |
| 10.                           | 25 september 1995 | ATP Bazel           | Hardcourt (i) | Cyril Suk          | Mark Keil Peter Nyborg              | 3-6, 6-3, 6-3     | Details |
| 11.                           | 5 mei 1996        | ATP Praag           | Gravel        | Jevgeni Kafelnikov | Luis Lobo Javier Sánchez            | 6–3, 6–7, 6–3     | Details |
| 12.                           | 8 juni 1996       | Roland Garros       | Gravel        | Jevgeni Kafelnikov | Guy Forget Jakob Hlasek             | 6–2, 6–3          | Details |
| 13.                           | 29 september 1996 | ATP Bazel           | Hardcourt (i) | Jevgeni Kafelnikov | David Adams Menno Oosting           | 6–3, 6–4          | Details |
| 14.                           | 13 oktober 1996   | ATP Wenen           | Tapijt (i)    | Jevgeni Kafelnikov | Menno Oosting Pavel Vízner          | 7–6, 6–4          | Details |
| 15.                           | 13 april 1997     | ATP Hongkong        | Hardcourt     | Martin Damm        | Karsten Braasch Jeff Tarango        | 6-3, 6-4          | Details |
| 16.                           | 20 april 1997     | ATP Tokio           | Hardcourt     | Martin Damm        | Justin Gimelstob Patrick Rafter     | 2-6, 6-2, 7-6(4)  | Details |
| 17.                           | 7 juli 1997       | Roland Garros       | Gravel        | Jevgeni Kafelnikov | Woodbridge Mark Woodforde           | 7-6(12), 4-6, 6-3 | Details |
| 18.                           | 13 juli 1997      | ATP Gstaad          | Gravel        | Jevgeni Kafelnikov | Trevor Kronemann David Macpherson   | 4–6, 7–6, 6–3     | Details |
| 19.                           | 6 september 1997  | U.S. Open, New York | Hardcourt     | Jevgeni Kafelnikov | Jonas Björkman Nicklas Kulti        | 7-6(8), 6-3       | Details |
| 20.                           | 19 oktober 1998   | ATP Wenen           | Tapijt (i)    | Jevgeni Kafelnikov | David Adams John-Laffnie de Jager   | 7–5, 6–3          | Details |
| 21.                           | 17 januari 1999   | ATP Auckland        | Hardcourt     | Jeff Tarango       | Jiří Novák David Rikl               | 7–5, 7–5          | Details |
| 22.                           | 14 februari 1999  | ATP St. Petersburg  | Tapijt(i)     | Jeff Tarango       | Menno Oosting Andrei Pavel          | 3–6, 6–3, 7–5     | Details |
| 23.                           | 18 april 1999     | ATP Tokio           | Hardcourt     | Jeff Tarango       | Wayne Black Brian MacPhie           | 4-3 opgave        | Details |
| 24.                           | 14 november 1999  | ATP Moskou          | Tapijt (i)    | Justin Gimelstob   | Andrej Medvedev Marat Safin         | 6–2, 6–1          | Details |
| 25.                           | 28 april 2002     | ATP Barcelona       | Gravel        | Michael Hill       | Lucas Arnold Ker Gastón Etlis       | 6–4, 6–4          | Details |
| Verloren finales heren dubbel |                   |                     |               |                    |                                     |                   |         |
| 1.                            | 11 augustus 1991  | ATP Praag           | Gravel        | Libor Pimek        | Vojtech Flegl Cyril Suk             | 4–6, 2–6          | Details |
| 2.                            | 13 oktober 1991   | ATP Berlijn         | Tapijt (i)    | Jan Siemerink      | Petr Korda Karel Nováček            | 6–3, 5–7, 5–7     | Details |
| 3.                            | 5 januari 1992    | ATP Wellington      | Hardcourt     | Michiel Schapers   | Jared Palmer Jonathan Stark         | 3–6, 3–6          | Details |
| 4.                            | 7 maart 1993      | ATP Kopenhagen      | Tapijt (i)    | Martin Damm        | David Adams Andrej Olchovski        | 3-6, 6-3, 3-6     | Details |
| 5.                            | 24 april 1994     | ATP Monte Carlo     | Gravel        | Jevgeni Kafelnikov | Nicklas Kulti Magnus Larsson        | 6–3, 6–7, 4–6     | Details |
| 6.                            | 10 juli 1994      | ATP Gstaad          | Gravel        | Menno Oosting      | Sergio Casal Emilio Sánchez         | 6–7, 4–6          | Details |
| 7.                            | 26 februari 1995  | ATP Stuttgart       | Tapijt (i)    | Cyril Suk          | Grant Connell Patrick Galbraith     | 2–6, 2–6          | Details |
| 8.                            | 17 september 1995 | ATP Boekarest       | Gravel        | Cyril Suk          | Mark Keil Jeff Tarango              | 4–6, 6–7          | Details |
| 9.                            | 29 oktober 1995   | ATP Essen           | Tapijt (i)    | Cyril Suk          | Jacco Eltingh Paul Haarhuis         | 5–7, 4–6          | Details |
| 10.                           | 23 juni 1996      | ATP Halle           | Gras          | Jevgeni Kafelnikov | Byron Black Grant Connell           | 1–6, 5–7          | Details |
| 11.                           | 3 november 1996   | ATP Parijs          | Tapijt (i)    | Jevgeni Kafelnikov | Jacco Eltingh Paul Haarhuis         | 4–6, 6–4, 6–7     | Details |
| 12.                           | 23 maart 1997     | ATP St. Petersburg  | Tapijt (i)    | David Prinosil     | Andrej Olchovski Brett Steven       | 4–6, 3–6          | Details |
| 13.                           | 1 maart 1998      | ATP Londen          | Tapijt (i)    | Jevgeni Kafelnikov | Martin Damm Jim Grabb               | 4–6, 5–7          | Details |
| 14.                           | 2 augustus 1998   | ATP Los Angeles     | Hardcourt     | Jeff Tarango       | Patrick Rafter Sandon Stolle        | 4–6, 4–6          | Details |
| 15.                           | 15 november 1998  | ATP Moskou          | Tapijt (i)    | Jevgeni Kafelnikov | Jared Palmer Jeff Tarango           | 4–6, 7–6(2), 2–6  | Details |

## Prestatietabel
| Legenda | Legenda                          |
| ------- | -------------------------------- |
| g.t.    | geen toernooi gehouden           |
| l.c.    | lagere categorie                 |
| –       | niet deelgenomen                 |
| G       | uitgeschakeld in de groepsfase   |
| 1R      | uitgeschakeld in de eerste ronde |
| 2R      | uitgeschakeld in de tweede ronde |
| 3R      | uitgeschakeld in de derde ronde  |
| 4R      | uitgeschakeld in de vierde ronde |
| KF      | uitgeschakeld in de kwartfinale  |
| HF      | uitgeschakeld in de halve finale |
| F       | de finale verloren               |
| W       | het toernooi gewonnen            |
| w-v     | winst/verlies-balans             |

### Prestatietabel grand slam, enkelspel
| Toernooi        | 1991 | 1992 | 1993 | 1994 | 1995 | 1996 | 1997 | 1998 | 1999 | 2000 | 2001 | 2002 |
| --------------- | ---- | ---- | ---- | ---- | ---- | ---- | ---- | ---- | ---- | ---- | ---- | ---- |
| Australian Open | 1R   | –    | 2R   | 3R   | 1R   | 1R   | 1R   | 2R   | 2R   | 2R   | –    | 1R   |
| Roland Garros   | –    | –    | 1R   | 3R   | 2R   | 1R   | 1R   | 3R   | 1R   | –    | –    | –    |
| Wimbledon       | –    | –    | 1R   | 4R   | 1R   | 1R   | 1R   | 3R   | 3R   | –    | 1R   | –    |
| US Open         | –    | –    | 2R   | 2R   | 4R   | 1R   | 4R   | 1R   | 2R   | –    | 1R   | –    |

### Prestatietabel grand slam, dubbelspel
| Toernooi        | 1991 | 1992 | 1993 | 1994 | 1995 | 1996 | 1997 | 1998 | 1999 | 2000 | 2001 | 2002 | 2003 |
| --------------- | ---- | ---- | ---- | ---- | ---- | ---- | ---- | ---- | ---- | ---- | ---- | ---- | ---- |
| Australian Open | 1R   | 2R   | 1R   | 2R   | 2R   | 3R   | –    | 1R   | KF   | 1R   | –    | 3R   | –    |
| Roland Garros   | 2R   | 1R   | –    | –    | 2R   | W    | W    | 2R   | KF   | –    | –    | 1R   | 1R   |
| Wimbledon       | 2R   | 2R   | 2R   | 1R   | 1R   | 1R   | 1R   | 3R   | 1R   | –    | –    | 1R   | 1R   |
| US Open         | 1R   | 1R   | 1R   | 1R   | 2R   | 1R   | W    | 2R   | 1R   | –    | 1R   | –    | –    |